# Eccoptomera microps
Eccoptomera microps – gatunek muchówki z rodziny błotniszkowatych i podrodziny Heleomyzinae.
Gatunek ten opisany został w 1830 roku przez Johanna Wilhelma Meigena jako Helomyza microps.
Muchówka o ciele długości od 2,5 do 4,5 mm. Czułki mają trzeci człon z wyraźnym kątem koło wierzchołka. W chetotaksji tułowia występuje jedna para szczecinek śródplecowych leżąca przed szwem poprzecznym oraz jedna para szczecinek sternopleuralnych. Przedpiersie i tarczka są nagie. Kolce na żyłce kostalnej skrzydła są dłuższe niż owłosienie. Środkowa para odnóży ma golenie z jedną szczecinką przedwierzchołkową na powierzchni grzbietowej. Tylna para odnóży samca ma spodnią powierzchnię uda pozbawioną kolcopodobnych szczecinek. Narządy rozrodcze samca cechują skierowane przednio-brzusznie i dłuższe od przysadek odwłokowych endyty.
Owad znany z Wielkiej Brytanii, Andory, Francji, Holandii, Niemiec, Szwajcarii, Austrii, Danii, Szwecji, Finlandii, Polski, Czech, Słowacji, Węgier, Rumunii, Bułgarii, Bośni i Hercegowiny, europejskiej części Turcji i europejskiej części Rosji.